# Thermochimica Acta
Thermochimica Acta ist eine internationale wissenschaftliche Zeitschrift. Die Artikel durchlaufen vor der Veröffentlichung den Peer-Review-Prozess. Thermochimica Acta war früher mehrsprachig, veröffentlicht heute nur noch englischsprachige Artikel.
Der Impact Factor der Zeitschrift lag im Jahr 2024 bei 3,1. In der Statistik des Science Citation Index wurde sie in der Kategorie analytische Chemie an 33. Stelle von 74 Zeitschriften geführt. Im Bereich physikalische Chemie belegte die Zeitschrift Rang 69 von 139 Journals.

## Themen
In der Thermochimica Acta werden wissenschaftliche Artikel zu
- thermoanalytischen Techniken
- kalorischen Messverfahren
- kalorischen Stoffdaten (Enthalpien, Wärmekapazitäten, Entropien, …)
- Anwendungen dieser Techniken, Verfahren und Daten in der Chemie, Physik, Biologie und Ingenieurwissenschaften

veröffentlicht.
Neben diesen Hauptthemen finden sich auch Artikel zu allgemeinen thermodynamischen Themen.

## Verfügbarkeit
Thermochimica Acta wird im Elsevier-Verlag verlegt. Die erste Ausgabe wurde 1970 veröffentlicht.

## Artikelauswahl
- E. Murrill, L. Breed: Solid-Solid Phase Transitions determined by Differential Scanning Calorimetry. Part I. Tetrahedral Substances. In: Thermochim.Acta. Band 1, 1970, S. 239–246.
- B. Predel, D. Rothacker: Thermodynamische Untersuchung des Systems Wismut-Wismuttrijodid. In: Thermochim.Acta. Band 2, 1971, S. 25–39.
- G. P. Morie, T. A. Powers, C. A. Glover: Evaluation of Thermal Analysis Equipment for the Determination of Vapor Pressure and Heat of Vaporization. In: Thermochim.Acta. Band 3, Nr. 4, 1972, S. 259–269.
- J.-P. E. Grolier, M. H. Hamedi, E. Wilhelm, H. V. Kehiaian: Excess Heat Capacities of Binary Mixtures of Carbon Tetra-Chloride with n-Alkanes at 298.15 K. In: Thermochim.Acta. Band 31, Nr. 1, 1979, S. 79–84.
- T. A. Herrick, J. Lielmezs: Prediction of the Thermal Conductivity of Saturated Liquids. In: Thermochim.Acta. Band 84, 1985, S. 41–55.
- A. Finch, P. J. Gardner, A. J. Head, H. S. Majdi: The standard enthalpy of formation of silver acetylide. In: Thermochim.Acta. Band 180, 1991, S. 325–330.
- A. K. Hills, S. Gasiford, A. E. Beezer, J. C. Mitchell, J. A. Connor: Theophilus A.L.Isothermal microcalorimetry as a tool to study solid-vapour interactions: design and testing of a novel hydration apparatus. In: Thermochim.Acta. Band 399, Nr. 1-2, 2003, S. 91–98.